# Тенис на Летњим олимпијским играма 1912.
Тениска такмичења на Олимпијским играма у Стокхолму 1912, за разлику од претходих игара у Лондону 1908, проширена су за игру мешовитих парова. Та дисцинлина као и све остале одвијала се у два такмичења на отвореном и у дворани. Укупно 8 такмичења. Поједини такмичари су наступали у више дисциплина како на отвореном тако и у дворани.
Такмичење у мешовитим паровима је на Олимпијским играма у Стокхолму било је први и последњи пут на програму игара. Исто тако и тениска такмичења у дворани су после ових игара скинута са програма Олимпијских игара.

## Освајачи медаља
| Дисциплина                     | Злато                                             | Сребро                                              | Бронза                                           |
| ------------------------------ | ------------------------------------------------- | --------------------------------------------------- | ------------------------------------------------ |
| Мушкарци појединачно           | Чарлс Винслоу Јужна Африка                        | Харолд Китсон Јужна Африка                          | Оскар Кројцер Немачко царство                    |
| Мушки парови                   | Харолд Китсон Чарлс Винслоу Јужна Африка          | Феликс Пипс Артур Цборзил Аустрија                  | Албер Кане · Едуар Мени де Маронг Француска      |
| Жене појединачно               | Маргерит Брокеди Француска                        | Доротеа Коринг Немачко царство                      | Мола Бјурстет Норвешка                           |
| Мешовити парови                | Хајнрих Шомбургк · Доротеа Коринг Немачко царство | Гунар Сетервал · Сигрид Фик Шведска                 | Албер Кане · Маргерит Брокеди Француска          |
| Мушкарци појединачно у дворани | Андре Жобер Француска                             | Чарлс Диксон Уједињено Краљевство                   | Ентони Вајлдинг Аустралазија                     |
| Мушки парови у дворани         | Морис Жермо · Андре Жобер Француска               | Карл Кемп · Гунар Сетервал Шведска                  | Алфред Бимиш · Чарлс Диксон Уједињено Краљевство |
| Жене појединачно у дворани     | Едит Ханам Уједињено Краљевство                   | Софи Кастенскјолд Данска                            | Мејбел Партон Уједињено Краљевство               |
| Мешовити парови у дворани      | Чарлас Диксон · Едит Ханам Уједињено Краљевство   | Херберт Барет · Хелен Ејчинсон Уједињено Краљевство | Гунар Сетервал · Сигрид Фик Шведска              |

## Биланс медаља
|    | Држава                                  | Злато | Сребро | Бронза | Укупно |
| 1  | Француска                               | 3     | -      | 2      | 5      |
| 2  | Уједињено Краљевство                    | 2     | 2      | 2      | 6      |
| 3. | Јужна Африка                            | 2     | 1      |        | 3      |
| 4. | Немачко царство                         | 1     | 1      | 1      | 3      |
| 5. | Шведска                                 | -     | 2      | 1      | 3      |
| 6. | Аустрија                                | -     | 1      | -      | 1      |
|    | Данска                                  | -     | 1      | -      | 1      |
| 8. | Норвешка                                | -     | -      | 1      | 1      |
|    | Аустралазија (Аустралија и Нови Зеланд) | -     | -      | 1      | 1      |
|    | Укупно (9)                              | 8     | 8      | 8      | 24     |